# Karina Grömer
Pour les articles homonymes, voir Grömer.
Karina Grömer, née en 1974, est une archéologue et préhistorienne autrichienne, spécialiste de l'étude des textiles préhistoriques. Elle dirige le département de préhistoire du musée d'histoire naturelle de Vienne, en Autriche.

## Formation
Karina Grömer a étudié l'archéologie préhistorique, l'anthropologie, l'histoire et l'ethnologie au sein du Département de préhistoire et d'archéologie historique de l'université de Vienne (Autriche). Au cours de ses études, elle a fait partie d'équipes de fouilles en Autriche, en France, en Croatie et en Pologne, fouillant des peuplements et des cimetières couvrant une période allant du Néolithique à la période romaine.
En 2007, sa thèse de doctorat portait sur les découvertes textiles de l'Âge du bronze à Hallstatt, sous l'intitulé : « Les découvertes de tissus de l'Âge du bronze à Hallstatt et le développement de la technologie textile à l'Âge du fer ».

## Carrière académique
En 2019, son habilitation universitaire obtenue à l'université de Vienne était intitulée : « Recherches archéologiques sur les textiles – Aspects techniques, économiques et sociaux de la production textile et de l'habillement du Néolithique au début de l'ère moderne ».
Karina Grömer enseigne à l'Institut de préhistoire et d'archéologie historique de l'université de Vienne,. Elle a été professeure invitée à l'université de Cambridge (Royaume-Uni), à l'université de Southampton (Royaume-Uni) et à l'université Masaryk de Brno (Tchéquie), où elle donne des conférences sur l'archéologie des textiles et l'archéologie expérimentale.

## Travaux
Au-delà des cultures matérielles allant du Néolithique à l'Âge du fer en Europe centrale et orientale, Karina Grömer s'est spécialisée dans l'archéologie des textiles en Europe et au Moyen-Orient.
Elle mène un travail de recherche interdisciplinaire pour placer les artéfacts trouvés dans un cadre chronologique et culturel, en abordant notamment des questions d'identité, d'innovation technique et de créativité. Elle met en avant la théorie du design fonctionnel, le codage visuel, les concepts de design, la sociologie et la sémiotique.
Depuis 2008, elle travaille sur des projets de recherche internationaux et interdisciplinaires au Département de préhistoire du musée d'histoire naturelle de Vienne, dont elle est la directrice. Ses recherches actuelles portent sur l’analyse des textiles provenant de contextes funéraires et de mines de sel, couvrant une période allant de 2000 av. J.-C. à 1000 après J.-C. et une zone géographique allant de l’Europe centrale à l’Iran.

## Activité éditoriale
Karina Grömer a été éditrice principale de quatre revues archéologiques et anthropologiques en Autriche : Archäologie Österreichs (jusqu'en 2010), Mitteilungen der Anthropologischen Gesellschaft à Vienne, Archäologie Online Hallstatt, Prähistorische Forschungen Online, et est membre du comité de rédaction des Annalen des Naturhistorischen Museums Wien Série A et de la revue d'archéologie des textiles Archaeological Textiles Review du Centre de recherche textile de Copenhague.

## Prix et honneurs
En novembre 2020, Karina Grömer a remporté le Science Slam autrichien avec la performance « Hallstatt It Girl with Soundeffect ».

## Principales publications
Karina Grömer est l'auteur de 9 monographies (4 évaluées par des pairs), de 14 volumes édités (7 évalués par des pairs), de 82 articles de revues (46 évalués par des pairs), de 121 chapitres de livres (59 évalués par des pairs) et de nombreuses publications diverses, notamment des ouvrages de vulgarisation scientifique destinés au grand public.

### Ouvrages
- K. Grömer & A. Kern (dir.) (2018), Artifacts. Treasures of the Millennia. A Guide through the Prehistoric Collection[19]. Natural History Museum Vienna Exhibition guide. Vienne, 2018: Verlag des Naturhistorischen Museums.
- K. Grömer (2016), The Art of Prehistoric Textile Making – The development of craft traditions and clothing in Central Europe[20]. Veröffentlichungen der Prähistorischen Abteilung 5, Verlag des Naturhistorischen Museums Wien, Vienne, 2016.

### Articles scientifiques et chapitres d'ouvrages
- Grömer, K., Gleba, M. & Van Horne, S. (2023): Textiles burning: Understanding charred textiles from cremation graves and experimental charring. In: Sanna Lipkin, Erika Ruhl and Krista Wright (Hrsg.): proceedings "Interdisciplinary Approaches to Research of North and Central European Archaeological Textiles". Monographs of the Archaeological Society of Finland 12, 2023, 309-322.
- Grömer, K. (2022): Textiles and human needs. A discussion about textile production in the Hallstatt Culture. In: A. Dickey, M. Gleba, S. Hitchens, G. Longhitano (eds): Exploring Ancient Textiles. Pushing the Boundaries of Established Methodologies. Oxbow Books, Oxford et Philadelphie, 131-140.
- Ulanowska, A., Grömer, K., Vanden Berghe, I. & Öhrmann, M. (ed.) 2022, “Ancient Textile Production from an Interdisciplinary Approach: Humanities and Natural Sciences Interwoven for our Understanding of Textiles”, Interdisciplinary Contributions to Archaeology. Springer 2022.  (ISBN 978-3-030-92169-9), https://doi.org/10.1007/978-3-030-92170-5 30.4.22 (Edited volume)
- Moskvin, A., Grömer, K., Moskvina, M., Kuzmichev, V., Stöllner, Th. & Aali, A. (2022), 3D visualization of the 2400-year-old garments of Salt man 4 from Chehrābād, Iran. In: K. Grömer, Ina Vanden Berghe, Magdalena Öhrmann (ed.), “Ancient Textile Production from an Interdisciplinary Approach: Humanities and Natural Sciences Interwoven for our Understanding of Textiles”, Springer 2022, 319-338.
- Fernández-Götz, M. & Grömer, K. (2021): Making cities, producing textiles; The Late Hallstatt Fürstensitze. In: M. Gleba, B. Marín-Aguilera, B. Dimova (eds): Making cities. Economies of production and urbanization in Mediterranean Europe, 1000-500 BC. University of Cambridge, McDonald Institute Conversations, 329-343  (ISBN 978-1-913344-06-1). DOI: https://doi.org/10.17863/CAM.76148
- Grömer, K. & Ullermann, M. (2020): Functional Analysis of Garments in 18th Century Burials from St. Michael’s Crypt in Vienna, Austria. In: Acta Universitatis Lodziensis, Folia Archaeologica; edited by Magdalena Majorek, Olgierd Ławrynowicz; 2020, vol. 35, Published by Łódź University Press (Pologne).  (ISSN 0208-6034); e- (ISSN 2449-8300).
- Grömer, K. (2021): “Tablet weaving is a small byway of textile production...” Bronze and Iron Age tablet bands with stripes, meanders and triangles from the salt mines in Austria. In:  F. Pritchard (ed): Crafting Textiles. Tablet weaving, Sprang, lace and other techniques from the Bronze Age to the early 17th century. Ancient Textiles Series 39. Oxford et Philadelphie, Oxbow Books, 3-21.
- K. Grömer, A. Kern, A. Kroh (2019): Critical Assessment of Media Stations in the Permanent Exhibition of the Natural History Museum Vienna: Prehistory and Palaeontology[21],[22]. In: W. Börner and S. Uhlirz (ed.): Proceedings of the 23rd International Conference on Cultural Heritage and New Technologies 2018. CHNT 23, 2018 (Vienna 2019).  (ISBN 978-3-200-06576-5)
- K. Grömer and F. Pritchard (eds.) (2015): Aspects of the Design, Production and Use of Textiles and Clothing from the Bronze Age to the Early Modern Era. NESAT XII. The North European Symposium for Archaeological Textiles, 21 – 24 May 2014 in Hallstatt, Austria[23]. Archaeolingua Main Series 33. Budapest 2015.
- K. Grömer (2014): Römische Textilien in Noricum und Westpannonien - im Kontext der archäologischen Gewebefunde 2000 v. Chr. - 500 n. Chr. in Österreich[24]. Austria Antiqua,  Graz 2014.
- K. Grömer, A. Kern, H. Reschreiter and H. Rösel-Mautendorfer (Hrsg.) (2013): Textiles from Hallstatt. Weaving culture in Bronze and Iron Age Salt Mines[25]. Archaeolingua 29, Budapest 2013.
- K. Grömer (2010): Prähistorische Textilkunst. Geschichte des Handwerks und der  Kleidung vor den Römern[26]. Veröffentlichungen der Prähistorischen Abteilung 4, Vienne, 2010.